# Корзайн, Джон
Джон Корзайн (англ. Jon Stevens Corzine, 1 января 1947 года, штат Иллинойс) — американский политик-демократ, экономист, в 2006—2010 годах губернатор штата Нью-Джерси.

## Биография
Степень бакалавра искусств получил в Иллинойсском университете в Урбане-Шампейне (1969).
Степень МБА получил в Школе бизнеса им. Бута Чикагского университета (1973), куда был зачислен в 1970 году.
В 1969-75 годах проходил срочную службу в резерве корпуса морской пехоты, сержант.
С 1975 года переехал в штат Нью-Джерси работать в Goldman Sachs.
В 1994-98 годах председатель и CEO Goldman Sachs.
В 1999 году покинул Goldman Sachs.
В 2001—2006 годах сенатор США от штата Нью-Джерси.
В 2006—2010 годах губернатор штата Нью-Джерси.
В 2009 году проиграл выборы республиканцу Крису Кристи.
В 2010—2011 годах председатель и CEO финансовой компании MF Global до её банкротства.

## Семья
В 1969—2003 был женат на Джоанне, в их браке родились 3 детей. Развелись в 2003. Младший сын совершил самоубийство в 2014 году в возрасте 31 года.
В 2010 года женился на Шарон.